# Tracy Cortez
Pour les articles homonymes, voir Cortez.
Tracy Cortez, née le 10 décembre 1993 à Phoenix (Arizona), est une pratiquante américaine d'arts martiaux mixtes (MMA). Elle combat actuellement dans la catégorie des poids mouches de l'Ultimate Fighting Championship (UFC).

## Biographie
Tracy Cortez naît le 10 décembre 1993 à Phoenix, en Arizona. Elle est d'origine mexicaine et grandit dans un foyer d'immigrés mexicains. Elle a trois frères, Jose Cortez, J.R. Cortez et Abraham Cortez. À l'âge de 14 ans, elle commence à s'entraîner au arts martiaux mixtes (MMA) après avoir regardé son premier match de MMA où son frère aîné Jose, dont le rêve était de devenir combattant de l'Ultimate Fighting Championship, s'est battu contre l'ancien combattant Drew Fickett en novembre 2008.

## Carrière dans les arts martiaux mixtes

### Débuts (2017-2019)
Le 31 août 2017, elle affronte l'Américaine Cheri Muraski à Lemoore, en Californie, et perd le combat par soumission. Le 4 novembre 2017, elle affronte l'Américaine Roxanne Ceasear à Chandler, en Arizona, et remporte le combat par décision unanime. Le 24 mars 2018, elle affronte l'Américaine Kaytlin Neil à Salt Lake City, dans l'Utah, et remporte le combat par décision unanime.
Le 16 juin 2018, elle affronte l'Américaine Monica Medina à Memphis, dans le Tennessee, et remporte le combat par soumission. Le 14 septembre 2018, elle affronte la Mexicaine Karen Cedillo à Phoenix, en Arizona, et remporte le combat par KO technique. Le 15 février 2019, elle affronte l'Américaine Erin Blanchfield à Kansas City, dans le Missouri, et remporte le combat par décision partagée. Le 30 juillet 2019, elle affronte la Kazakhe Mariya Agapova à Las Vegas, dans le Nevada, et remporte le combat par décision unanime. Cette victoire lui permet de remporter un contrat et de signer à l'Ultimate Fighting Championship.

### Ultimate Fighting Championship (depuis 2019)
Le 16 novembre 2019, elle affronte la Brésilienne Vanessa Melo à São Paulo, au Brésil, et remporte le combat par décision unanime. Le 11 octobre 2020, elle affronte la Suisse Stephanie Egger à Abou Dabi, aux Émirats arabes unis, et remporte le combat par décision unanime. Le 17 avril 2021, elle affronte l'Américaine Justine Kish à Las Vegas, dans le Nevada, et remporte le combat par décision partagée.
Le 7 mai 2022, elle affronte la Brésilienne Melissa Gatto à Phoenix, en Arizona, et remporte le combat par décision unanime. Le 16 septembre 2023, elle affronte la Canadienne Jasmine Jasudavicius à Las Vegas, dans le Nevada, et remporte le combat par décision unanime. Le 13 juillet 2024, elle affronte l'Américaine Rose Namajunas à Denver, dans le Colorado, et perd le combat par décision unanime,.

## Vie personnelle
Tracy Cortez était auparavant fiancée à Brian Ortega, un autre combattant de l'Ultimate Fighting Championship.

## Palmarès en arts martiaux mixtes
| 14 combats     | 12 victoires | 2 défaites |
| Par KO         | 1            | 0          |
| Par soumission | 1            | 1          |
| Sur décision   | 10           | 1          |

### Historique des combats
| Résultat | Record | Adversaire           | Méthode              | Événement                                 | Date              | Round | Temps | Lieu                              | Notes                    |
| -------- | ------ | -------------------- | -------------------- | ----------------------------------------- | ----------------- | ----- | ----- | --------------------------------- | ------------------------ |
| Victoire | 12-2   | Viviane Araújo       | Décision unanime     | UFC 317                                   | 28 juin 2025      | 3     | 5:00  | Las Vegas, Nevada, États-Unis     |                          |
| Défaite  | 11-2   | Rose Namajunas       | Décision unanime     | UFC on ESPN: Namajunas vs. Cortez         | 13 juillet 2024   | 5     | 5:00  | Denver, Colorado, États-Unis      |                          |
| Victoire | 11-1   | Jasmine Jasudavicius | Décision unanime     | UFC Fight Night: Grasso vs. Shevchenko II | 16 septembre 2023 | 3     | 5:00  | Las Vegas, Nevada, États-Unis     |                          |
| Victoire | 10-1   | Melissa Gatto        | Décision unanime     | UFC 274: Oliveira vs. Gaethje             | 7 mai 2022        | 3     | 5:00  | Phoenix, Arizona, États-Unis      |                          |
| Victoire | 9-1    | Justine Kish         | Décision partagée    | UFC on ESPN: Whittaker vs. Gastelum       | 17 avril 2021     | 3     | 5:00  | Las Vegas, Nevada, États-Unis     | Retour en poids mouches. |
| Victoire | 8-1    | Stephanie Egger      | Décision unanime     | UFC Fight Night: Moraes vs. Sandhagen     | 11 octobre 2020   | 3     | 5:00  | Abou Dabi, Émirats arabes unis    |                          |
| Victoire | 7-1    | Vanessa Melo         | Décision unanime     | UFC Fight Night: Błachowicz vs. Jacaré    | 16 novembre 2019  | 3     | 5:00  | São Paulo, Brésil                 | Début en poids coqs.     |
| Victoire | 6-1    | Mariya Agapova       | Décision unanime     | Dana White's Contender Series 22          | 30 juillet 2019   | 3     | 5:00  | Las Vegas, Nevada, États-Unis     |                          |
| Victoire | 5-1    | Erin Blanchfield     | Décision partagée    | Invicta FC 34: Porto vs. Gonzalez         | 15 février 2019   | 3     | 3:00  | Kansas City, Missouri, États-Unis |                          |
| Victoire | 4-1    | Karen Cedillo        | TKO (coups de poing) | Combate Americas 24                       | 14 septembre 2018 | 2     | 3:53  | Phoenix, Arizona, États-Unis      |                          |
| Victoire | 3-1    | Monica Medina        | Soumission           | V3 Fights 69                              | 16 juin 2018      | 1     | 4:27  | Memphis, Tennessee, États-Unis    |                          |
| Victoire | 2-1    | Kaytlin Neil         | Décision unanime     | Invicta FC 28: Mizuki vs. Jandiroba       | 24 mars 2018      | 3     | 5:00  | Salt Lake City, Utah, États-Unis  |                          |
| Victoire | 1-1    | Roxanne Ceasear      | Décision unanime     | World Fighting Federation 36              | 4 novembre 2017   | 3     | 5:00  | Chandler, Arizona, États-Unis     |                          |
| Défaite  | 0-1    | Cheri Muraski        | Soumission           | Invicta FC 25: Kunitskaya vs. Pa'aluhi    | 31 août 2017      | 2     | 2:42  | Lemoore, Californie, États-Unis   | Début en poids mouches.  |